# مدارس هامتراميك الحكومية

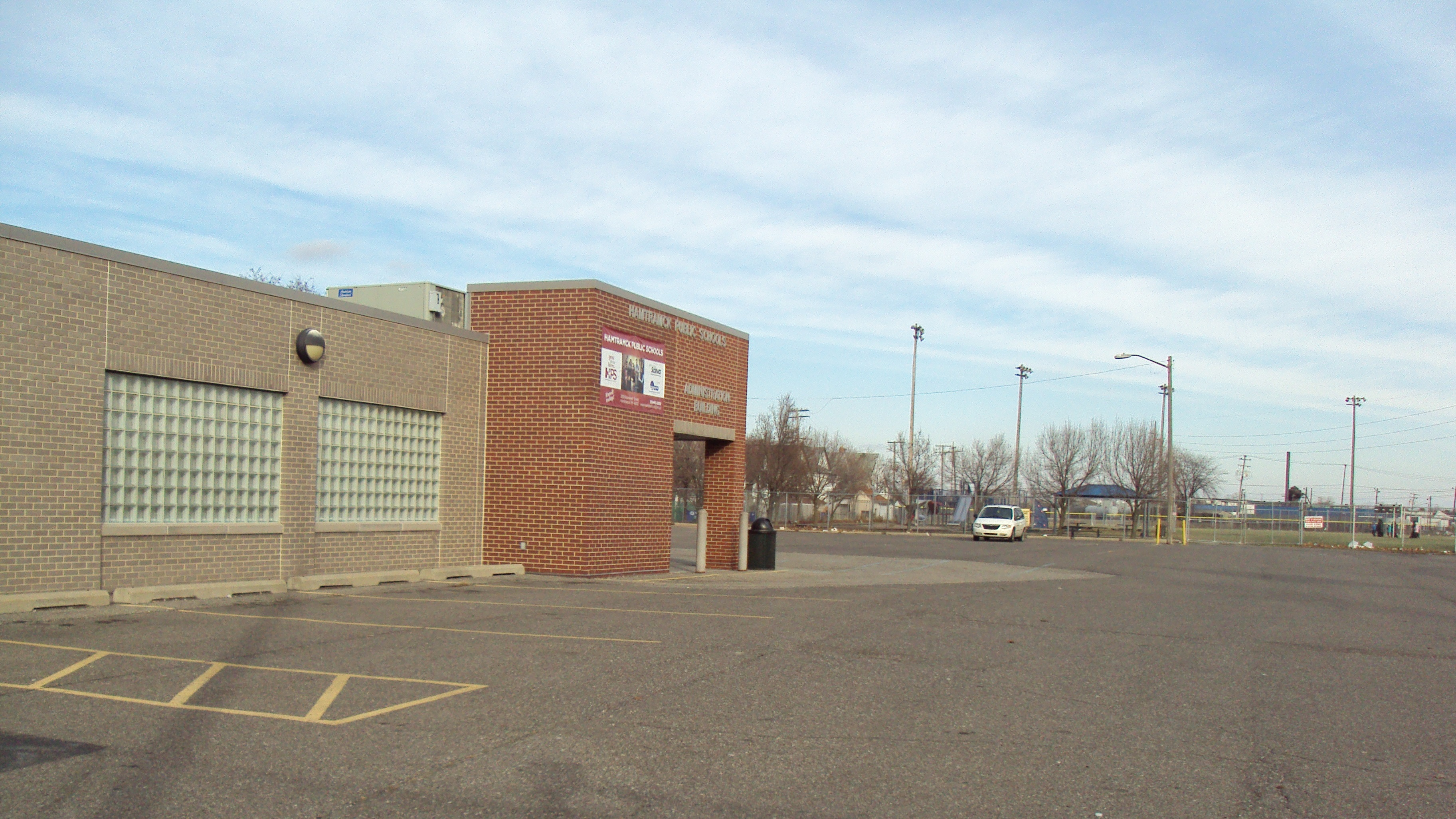
الإدارة العامة

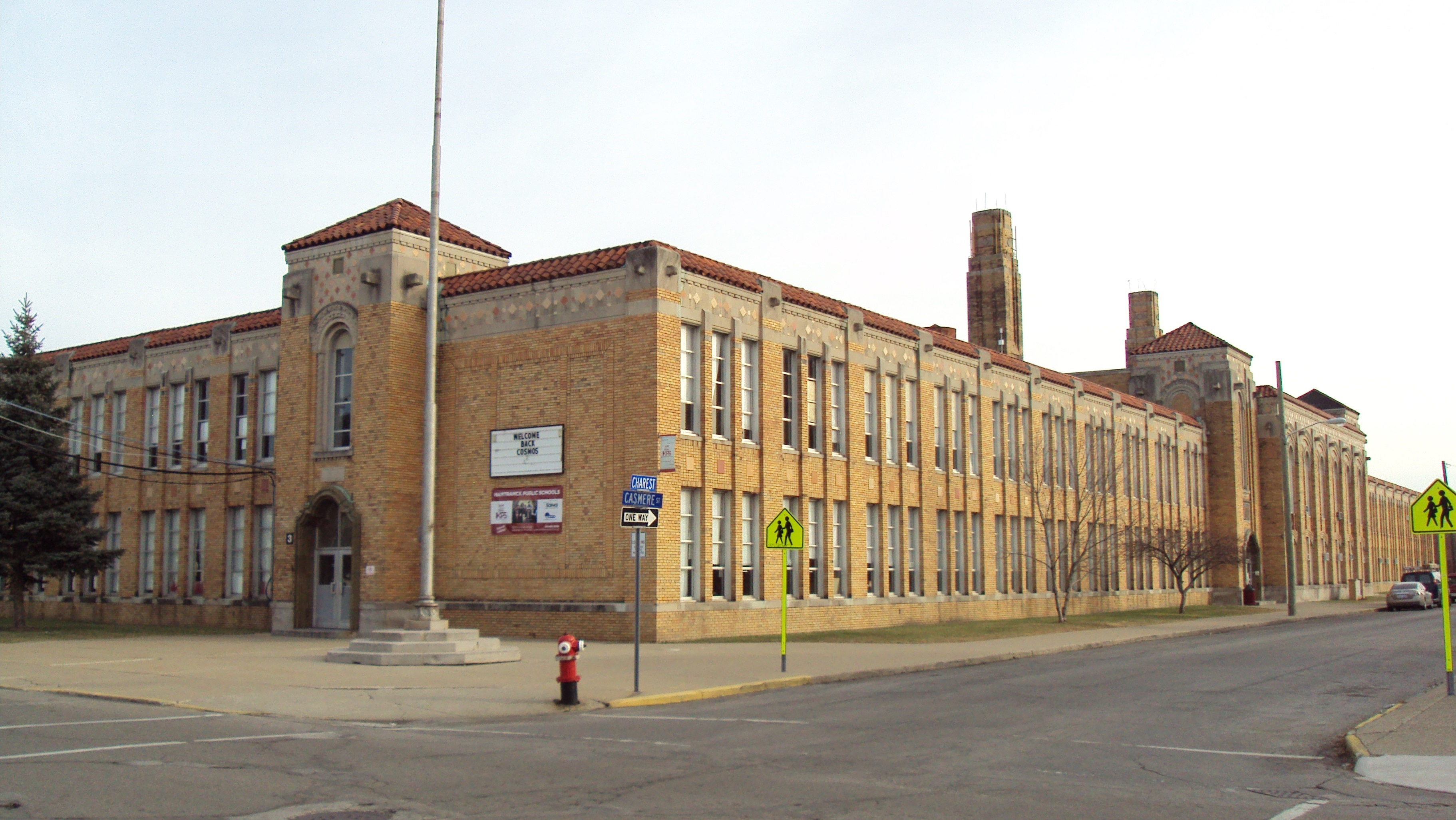
مدرسة هامترامك الثانوية

مدارس هامتراميك الحكومية (Hamtramck Public Schools) هي مدارس محلية حكومية تقع في مدينة هامتراميك (ميتشيغان) في ديترويت الكبرى.
يوجد في المنطقة مدراس تتبع برنامج الاختيار الذي يتيح للطلاب التسجيل في مدارس المنطقة.
في عام 2011، بلغت نسبة الخريجين الرسمية حوالي 62%. عام 2011، نظمت منظمة الطريق المتحدة (وهي منظمة أمريكية غير ربحية) بتنظيم برنامج مولته مؤسسة جنرال موتورز بملبغ 27.1 مليون دولار أمريكي، يهدف إلى تحسين نسبة التخرج.
في شباط (فبراير) 2003، بلغت الميزانية السنوية لمدارس المنطقة الحكومية حوالي 35 مليون دولار، وبلغ عدد طلابها 3800 طالب.